# Bouqueval
Bouqueval est une commune française située dans le département du Val-d'Oise, en région Île-de-France. Ses habitants sont appelés les Valbuciens.
Ce petit village conserve son aspect rural à proximité des grands ensembles de la banlieue nord parisienne.

## Géographie

### Description
Bouqueval est un village périurbain du Val-d'Oise situé en plaine de France, à environ 20 km au nord de Paris et à 9 km à l'ouest de l'aéroport Roissy-Charles-de-Gaulle.

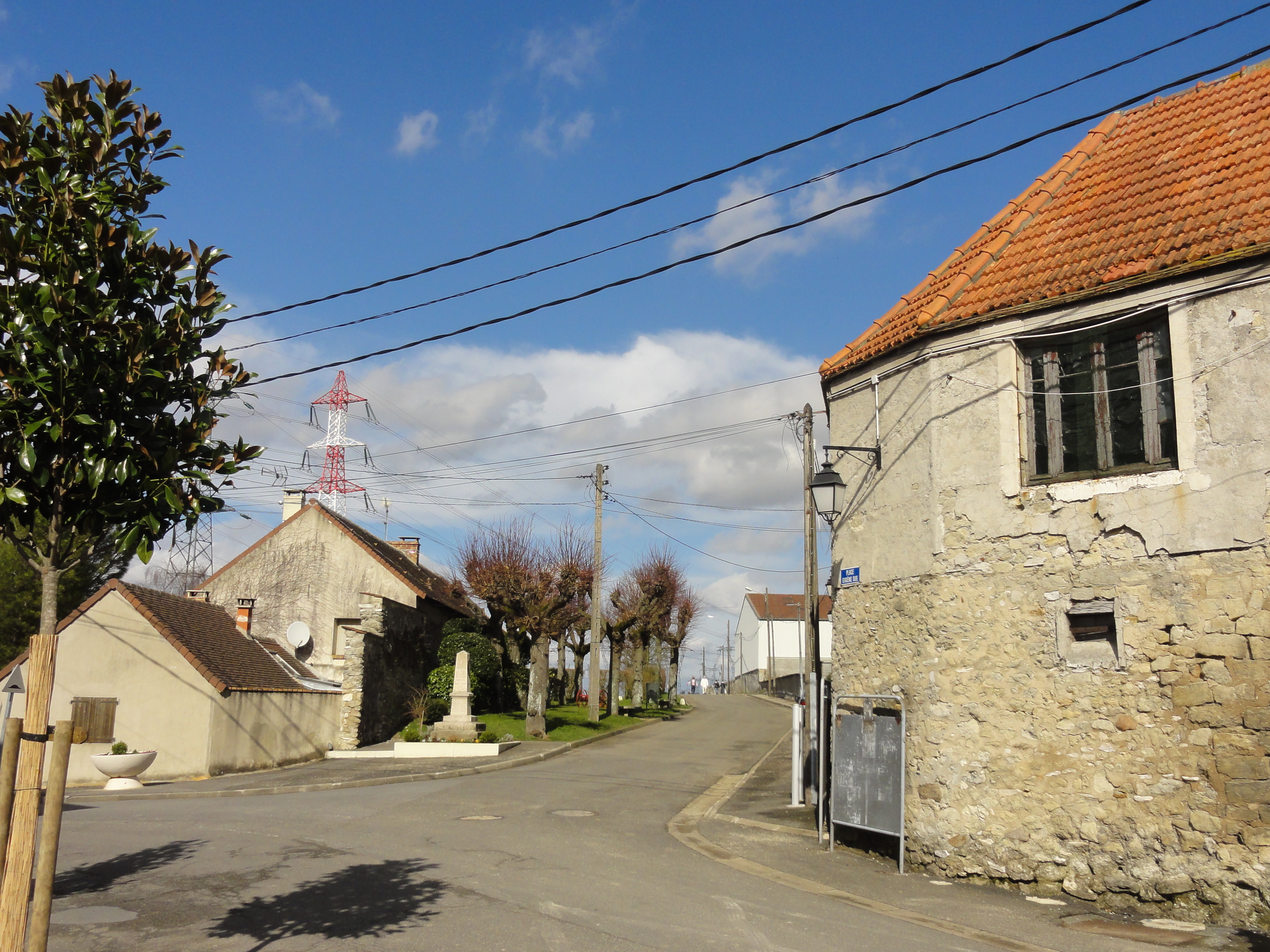
Paysage urbain : rue de l'Église.

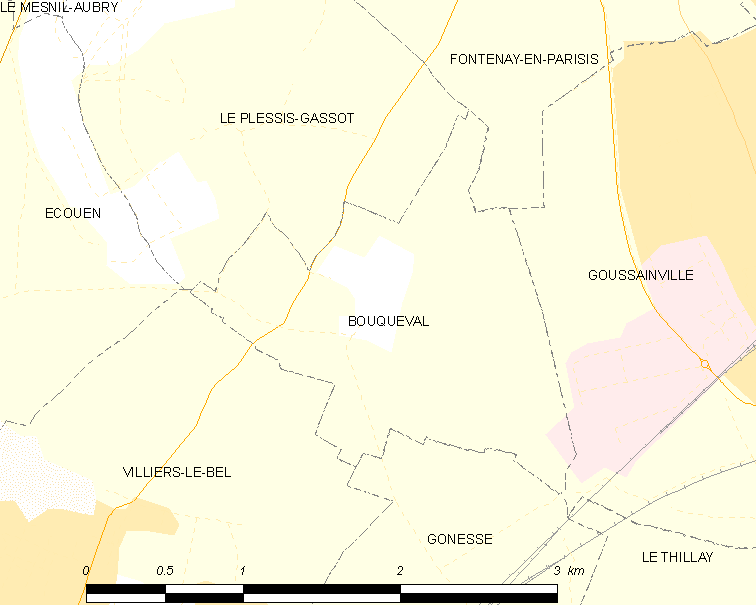
Carte de la commune.
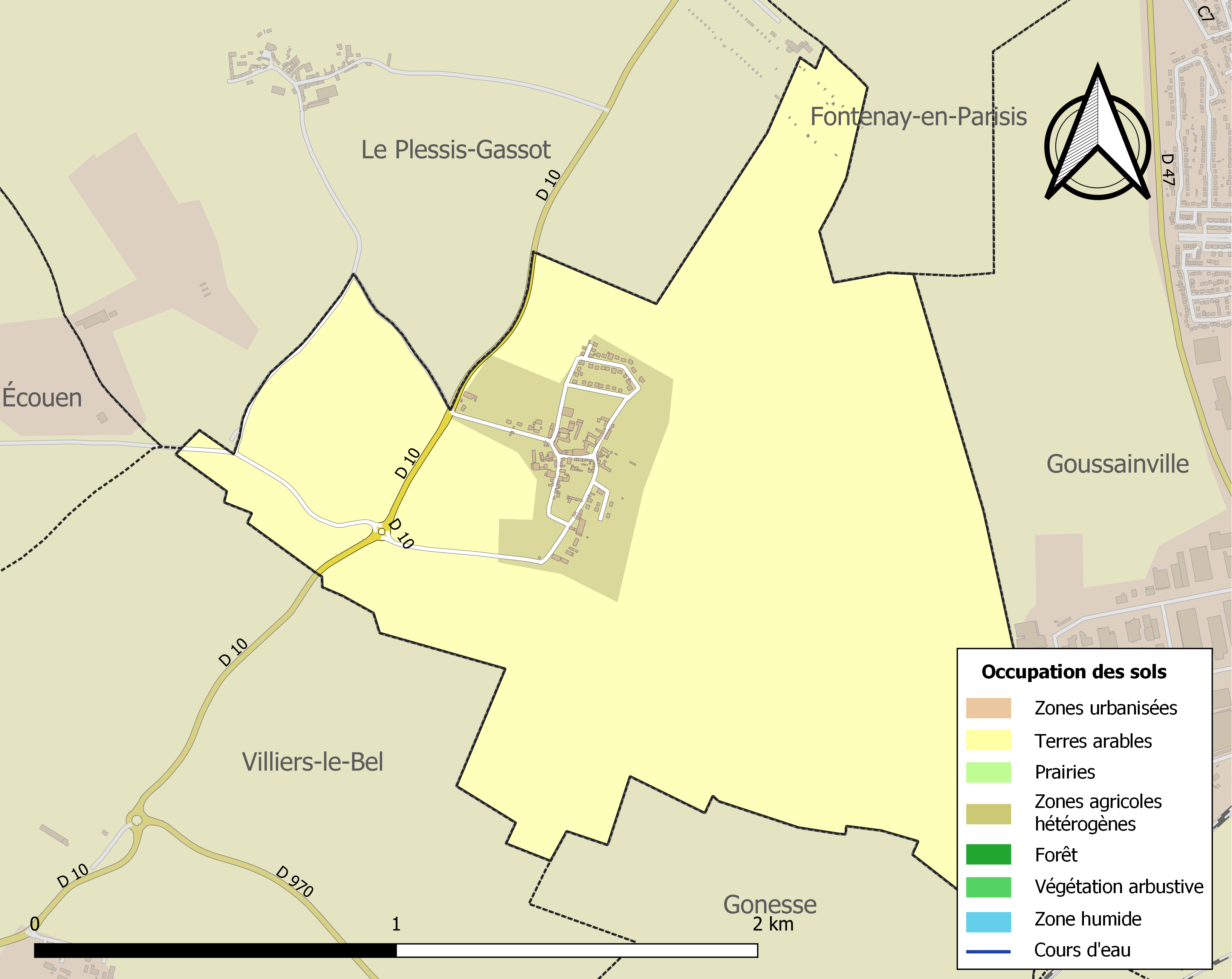
Occupation des sols.

### Communes limitrophes
La commune est limitrophe de Goussainville, Gonesse, Villiers-le-Bel, Le Plessis-Gassot et Fontenay-en-Parisis.
| Le Plessis-Gassot | Fontenay-en-Parisis |               |
|                   | Bouqueval           | Goussainville |
| Villiers-le-Bel   |                     | Gonesse       |

### Hydrographie
Bouqueval est bordée au sud par la vallée du Fossé-à-deux-Gueülles, drainé par un ruisseau qui se jette dans le Rhin, qui est un affluent du Croult et un sous-affluent de la Seine par la Vieille Mer.
Un autre cours d'eau, aujourd'hui disparu, la Grande-Voyrie, Voirie-Vendresse ou Voirie-Perdue traversait le terroir à l'est.

### Climat
Pour des articles plus généraux, voir Climat de l'Île-de-France et Climat du Val-d'Oise.
En 2010, le climat de la commune est de type climat océanique dégradé des plaines du Centre et du Nord, selon une étude du CNRS s'appuyant sur une série de données couvrant la période 1971-2000. En 2020, Météo-France publie une typologie des climats de la France métropolitaine dans laquelle la commune est exposée à un climat océanique altéré et est dans la région climatique Sud-ouest du bassin Parisien, caractérisée par une faible pluviométrie, notamment au printemps (120 à 150 mm) et un hiver froid (3,5 °C).
Pour la période 1971-2000, la température annuelle moyenne est de 11,1 °C, avec une amplitude thermique annuelle de 15 °C. Le cumul annuel moyen de précipitations est de 689 mm, avec 10,7 jours de précipitations en janvier et 8 jours en juillet. Pour la période 1991-2020, la température moyenne annuelle observée sur la station météorologique la plus proche, située sur la commune de Bonneuil-en-France à 6 km à vol d'oiseau, est de 12,1 °C et le cumul annuel moyen de précipitations est de 616,3 mm,. Pour l'avenir, les paramètres climatiques de la commune estimés pour 2050 selon différents scénarios d'émission de gaz à effet de serre sont consultables sur un site dédié publié par Météo-France en novembre 2022.

## Urbanisme

### Typologie
Au 1er janvier 2024, Bouqueval est catégorisée commune rurale à habitat dispersé, selon la nouvelle grille communale de densité à sept niveaux définie par l'Insee en 2022.
Elle est située hors unité urbaine. Par ailleurs la commune fait partie de l'aire d'attraction de Paris, dont elle est une commune de la couronne,. Cette aire regroupe 1 929 communes,.

## Toponymie
Le nom de la localité est attesté sous la forme Bocunval vers 1205,.
Il s'agit d'une formation toponymique médiévale en -val « vallée », appellatif roman d'origine latine,, précédé d'un nom de personne germanique comme c'est généralement le cas.
Ce peut être l'anthroponyme germanique Bucco au cas régime > Bocun-,. On le rencontre également dans Bouquemont (Meuse, Bucconis mons 962). Plus régulièrement, on devrait avoir *Bouconval comme Bouconville (Aisne, Ardennes, Meuse : Boconis villa, Bucconis villa, etc. XIe-XIIe siècles) et Bouconvillers (Oise, Buccumvillaris 1080), mais -on- s'est amuï peut-être en raison de l'attraction analogique du mot bouc.
Ces formations toponymiques sont caractéristiques du Nord de la France.

## Histoire
La présence humaine est fort ancienne puisqu'une occupation du lieu est attestée dès l'époque préhistorique, au Moustérien, il y a 90 000 ans[réf. nécessaire]. Des outils en silex datant du Néolithique ont été trouvés à la Fauconnière, aux Soixante-Arpents et à la Hayette. Le lieudit la Pierre des Druides rappelle sans doute un mégalithe aujourd'hui disparu.
L'occupation du territoire à la période gauloise est attestée par la découverte  au lieudit le Fossé-à-deux-Gueülles d'un habitat et d'une importante nécropole du IIIe siècle comprenant deux tombes à char dotées d'un riche mobilier et douze autres sépultures orientées nord-sud, ainsi que huit fosses rectangulaires abritaient des adultes et des enfants. D'autres prospections ont révélé trois sites - gaulois à la Remise-des-Grands-Druides (céramique de La Tène II et III, ossements de porcs, chèvres, moutons et volaille), ainsi que gaulois et gallo-romain à la Plaine-du-Moulin (entre 100 avant J.-C et la fin du IVe siècle), et de l'Antiquité tardive (IVe et Ve siècles après J.-C) àlLa Pointe-du-Teil. Depuis ces fouilles de 1970, le site a livré à l'été 2021 seize tombes, dont quinze incinérations, ainsi qu'un important mobilier de l'époque gallo-romaine.
Le fief fait partie de la châtellenie de Montmorency avant de passer, à partir du XVIe siècle, aux mains de grands officiers du Roi.

## Politique et administration

### Rattachements administratifs et électoraux
Rattachements administratifs
Antérieurement à la loi du 10 juillet 1964, la commune faisait partie du département de Seine-et-Oise. La réorganisation de la région parisienne en 1964 fit que la commune appartient désormais au département du Val-d'Oise et à son arrondissement de Sarcelles après un transfert administratif effectif au 1er janvier 1968.
Elle faisait partie de 1801 à 1976  du canton d'Écouen de Seine-et-Oise puis du Val-d'Oise. En 1976, la commune intègre le canton de Gonesse. Dans le cadre du redécoupage cantonal de 2014 en France, cette circonscription administrative territoriale a disparu, et le canton n'est plus qu'une circonscription électorale.
Bouqueval fait partie de la juridiction d’instance de Gonesse, et des tribunaux  judiciaire ainsi que de commerce de Pontoise,.
Rattachements électoraux
Pour les élections départementales, la commune est membre depuis 2014 du canton de Villiers-le-Bel.
Pour l'élection des députés, elle fait partie de la neuvième circonscription du Val-d'Oise.

### Intercommunalité
Bouquemaison était membre de la communauté d'agglomération Roissy Porte de France, un établissement public de coopération intercommunale (EPCI) à fiscalité propre créé en 1994 et auquel la commune avait transféré un certain nombre de ses compétences, dans les conditions déterminées par le code général des collectivités territoriales.
Dans le cadre de la mise en œuvre de la loi MAPAM du 27 janvier 2014, qui prévoit la généralisation de l'intercommunalité à l'ensemble des communes et la création d'intercommunalités de taille importante en Île-de-France afin de pouvoir dialoguer avec la métropole du Grand Paris créée par la même loi, cette intercommunalité a fusionné avec ses voisines pour former, le 1er janvier 2016, la communauté d'agglomération Roissy Pays de France dont est désormais membre la commune.

### Liste des maires
| Période                                  | Période                       | Identité        | Étiquette | Qualité                         |
| ---------------------------------------- | ----------------------------- | --------------- | --------- | ------------------------------- |
| Les données manquantes sont à compléter. |                               |                 |           |                                 |
| mars 2001                                | 2008                          | Alain Aubard    |           |                                 |
| 2008                                     | En cours (au 2 décembre 2020) | Francis Mallard |           | Réélu pour le mandat 2020-2026, |

## Démographie
L'évolution du nombre d'habitants est connue à travers les recensements de la population effectués dans la commune depuis 1793. Pour les communes de moins de 10 000 habitants, une enquête de recensement portant sur toute la population est réalisée tous les cinq ans, les populations de référence des années intermédiaires étant quant à elles estimées par interpolation ou extrapolation. Pour la commune, le premier recensement exhaustif entrant dans le cadre du nouveau dispositif a été réalisé en 2004.

En 2022, la commune comptait 306 habitants, en évolution de −0,65 % par rapport à 2016 (Val-d'Oise : +4 %, France hors Mayotte : +2,11 %).
| 1793 | 1800 | 1806 | 1821 | 1831 | 1836 | 1841 | 1846 | 1851 |
| ---- | ---- | ---- | ---- | ---- | ---- | ---- | ---- | ---- |
| 220  | 177  | 165  | 120  | 136  | 134  | 129  | 134  | 120  |

| 1856 | 1861 | 1866 | 1872 | 1876 | 1881 | 1886 | 1891 | 1896 |
| ---- | ---- | ---- | ---- | ---- | ---- | ---- | ---- | ---- |
| 118  | 120  | 132  | 126  | 125  | 136  | 161  | 138  | 162  |

| 1901 | 1906 | 1911 | 1921 | 1926 | 1931 | 1936 | 1946 | 1954 |
| ---- | ---- | ---- | ---- | ---- | ---- | ---- | ---- | ---- |
| 155  | 149  | 160  | 146  | 175  | 170  | 183  | 156  | 189  |

| 1962 | 1968 | 1975 | 1982 | 1990 | 1999 | 2004 | 2006 | 2009 |
| ---- | ---- | ---- | ---- | ---- | ---- | ---- | ---- | ---- |
| 148  | 194  | 260  | 292  | 289  | 293  | 301  | 303  | 322  |

| 2014 | 2019 | 2022 | - | - | - | - | - | - |
| ---- | ---- | ---- | - | - | - | - | - | - |
| 319  | 302  | 306  | - | - | - | - | - | - |

## Culture locale et patrimoine

### Lieux et monuments
Bouqueval ne compte pas de monument historique classé ou inscrit sur son territoire. On peut néanmoins signaler :
- Église Saint-Jean-Baptiste, rue Rassigny : 
Cette église a la particularité d'être mitoyenne de la maison paroissiale, située devant la façade occidentale et contenant l'entrée de l'église. En plus de la nef de quatre travées, l'église comporte un clocher devant la première travée au nord ; un bas-côté nord de trois travées, dont chacune possède son propre pignon ; et d'un chœur d'une travée au chevet plat, au toit en croupe.
L'église a été bâtie au XVIe siècle, mais les voûtes du chœur ne datent que de 1878. 
À l'intérieur, l'église renferme une dalle funéraire à double effigie du XVIe siècle, et un bénitier en pierre du XVIIe siècle composé d'une vasque ornée d'un décor de médaillons et de cuirs à enroulement. En 1545, après une reconstruction partielle, Charles Boucher, évêque auxiliaire de Paris, bénit trois autels de l'église dédiés à la Vierge, saint Sébastien et saint Michel[3],[29],[30].
- Cimetière, rue Rassigny : Il abrite la tombe de Jean-Joseph Sue, membre de l'Académie de médecine (1830) et père du romancier Eugène Sue. Il avait acheté sous le Premier Empire le château de Bouqueval dont il avait fait sa maison de campagne.
- Le poste électrique EDF-RTE (400 kV, 225 kV) du Plessis-Gassot est en partie situé sur la commune.

Parmi les édifice disparus, on note la salle Eugène-Sue, un bâtiment métallique conçu par l'architecte Jean Prouvé et installé à Bouqueval à la fin des années 1940, à l'initiative du maire de l'époque pour servir d'école, puis de salle polyvalente, et que la commune a vendu comme ferraille vers 2005.

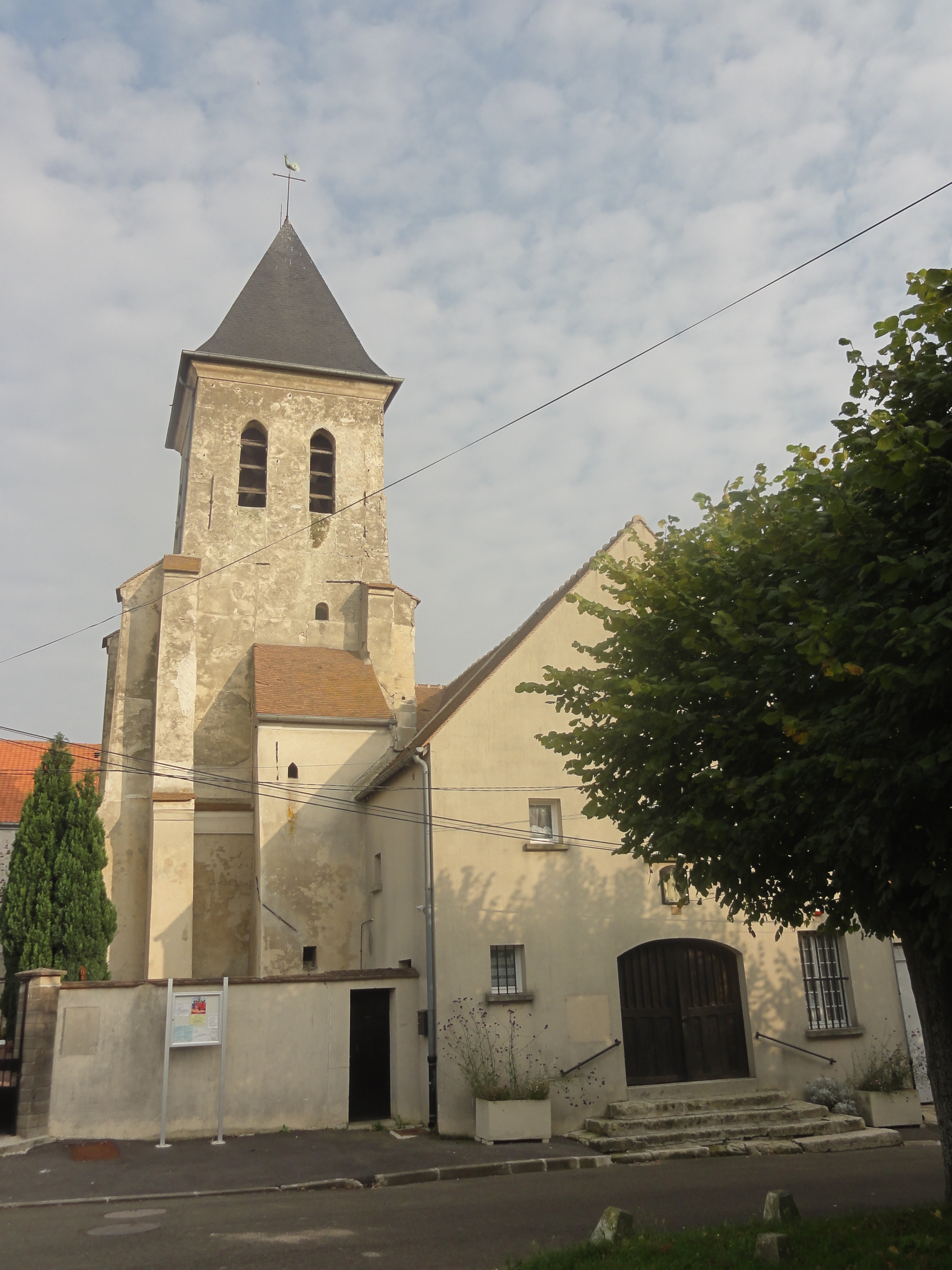
L'église Saint-Jean-Baptiste.
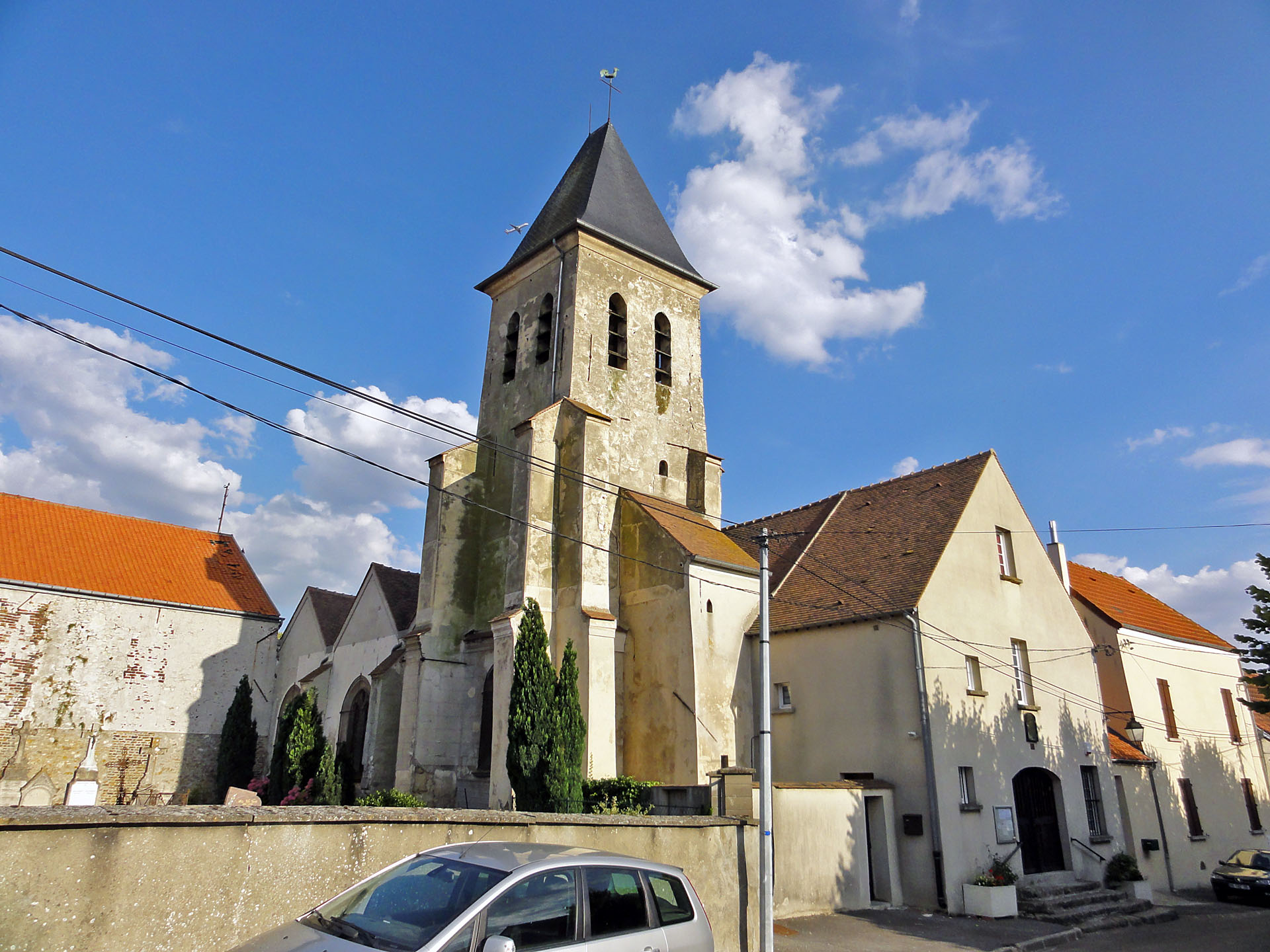
Église Saint-Jean-Baptiste.
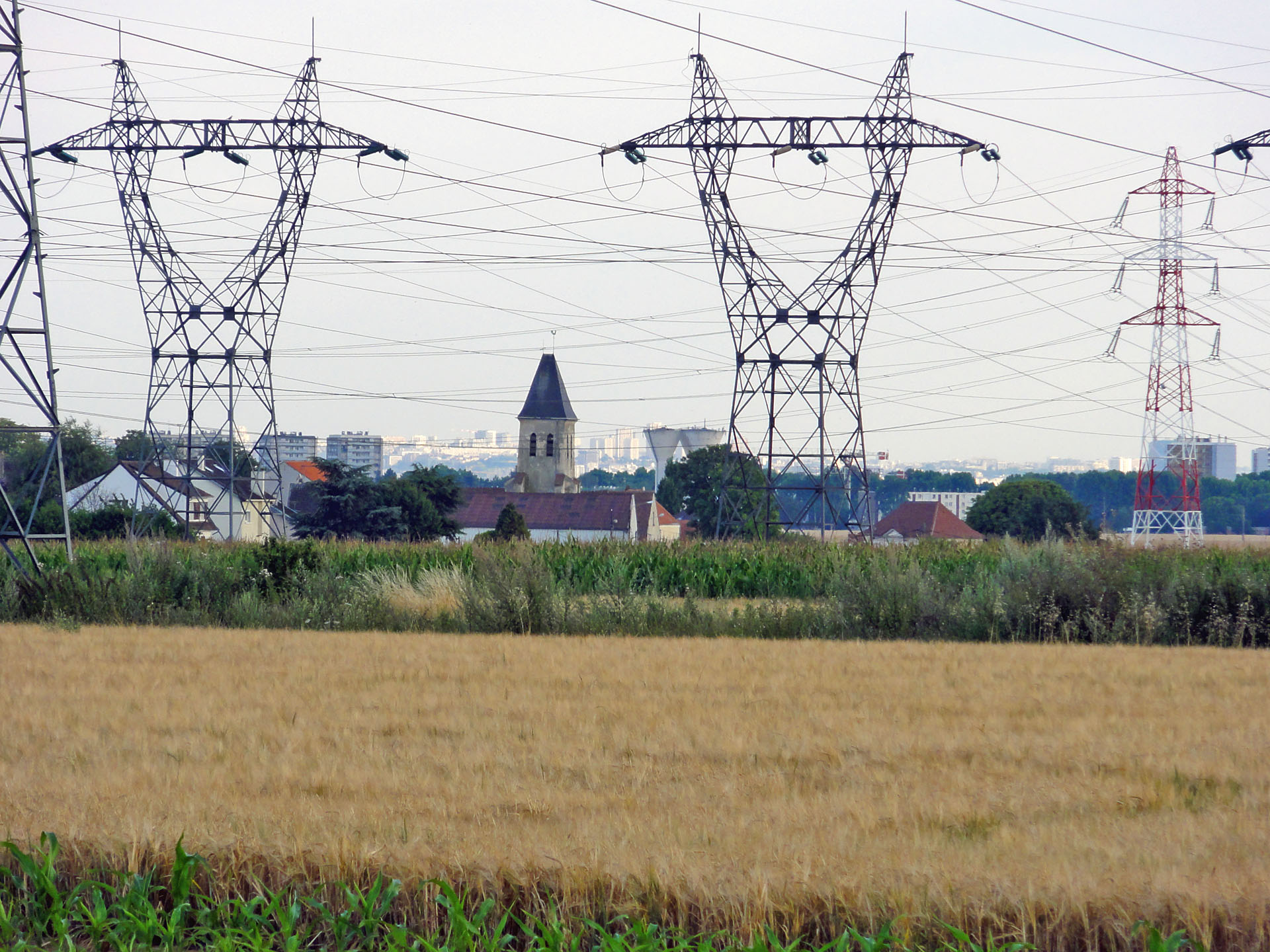
Vue générale vers le sud. À l'arrière-plan, les grands ensembles de Villiers-le-Bel et à l'horizon, la colline de Belleville.
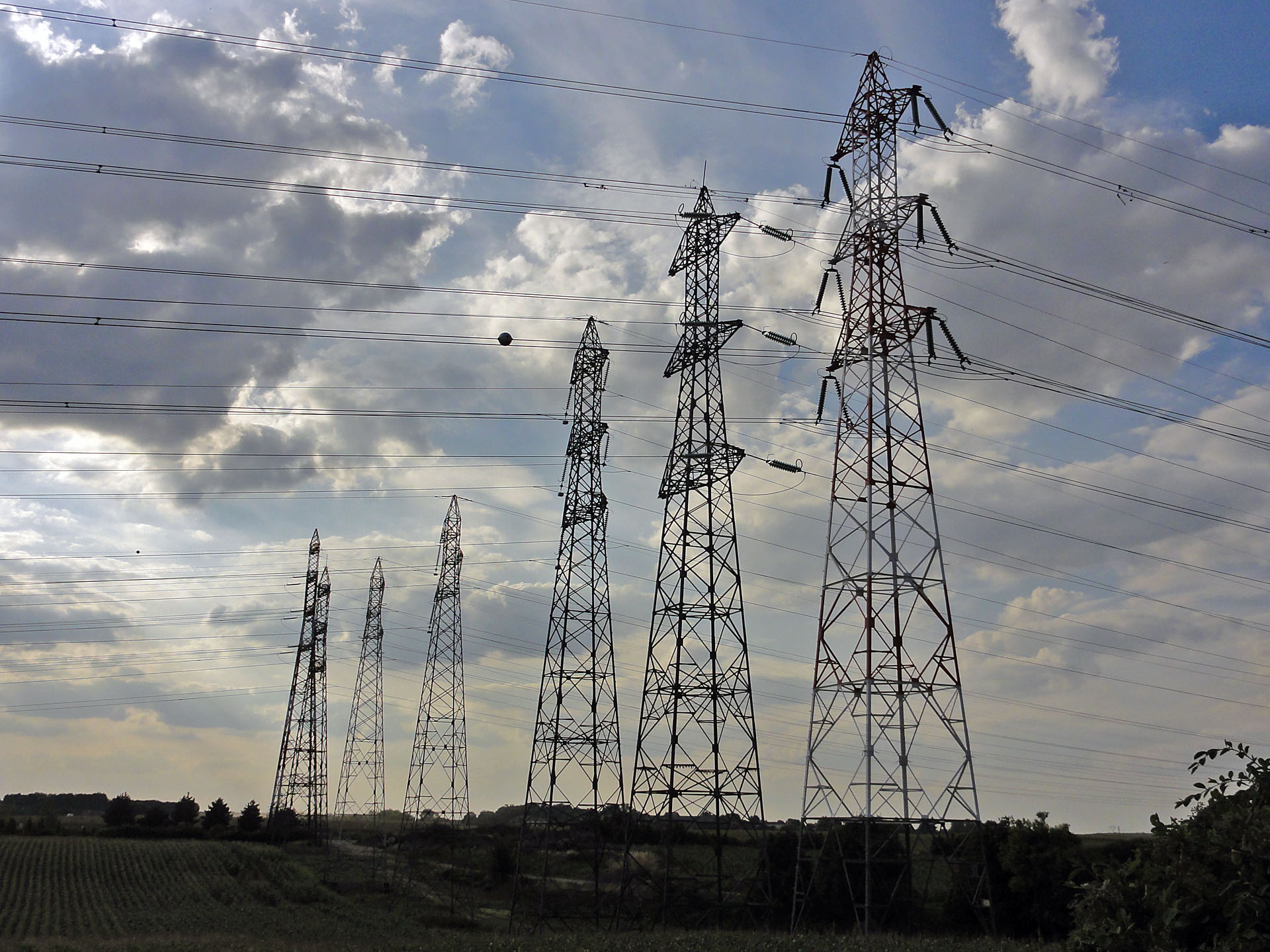
Les pylônes à très haute tension marquent le paysage de la commune.
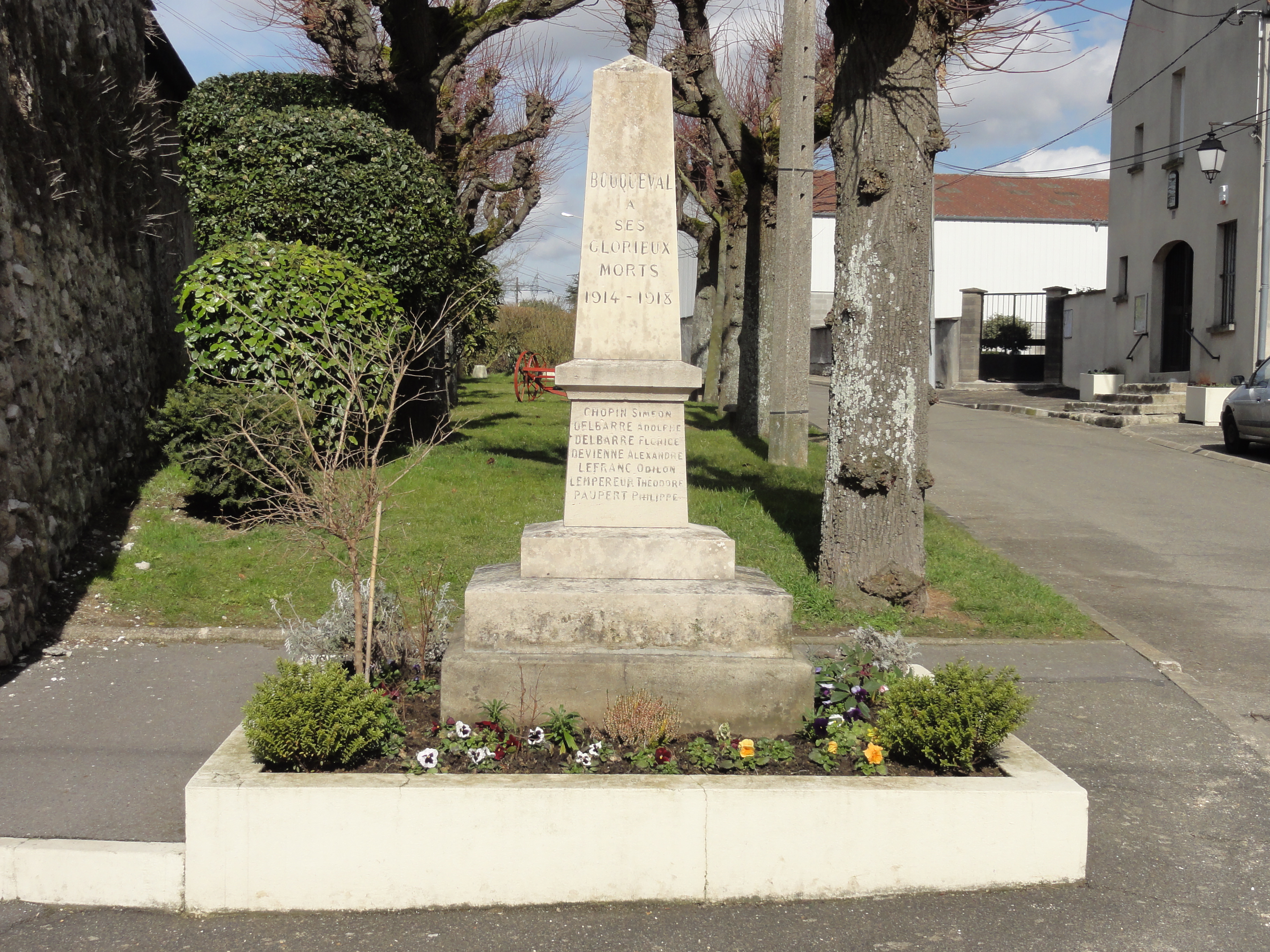
Monument aux morts.

### Personnalités liées à la commune

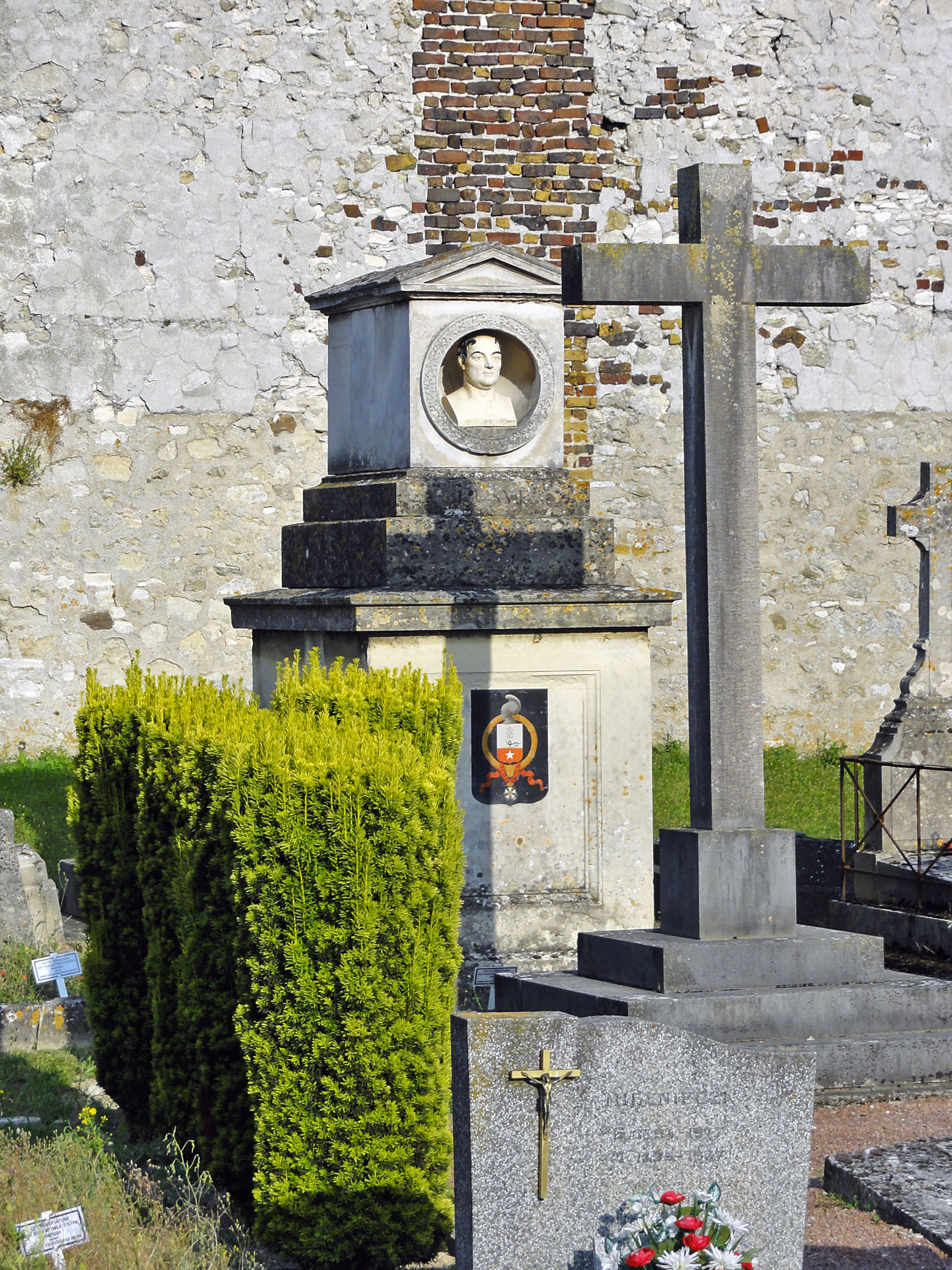
La tombe de Jean-Joseph Sue.

- Pierre de Boquenval était seigneur du lieu dans la première moitié du XIIIe siècle[3].
- Le marquis de Saint-Laurent, premier colonel du régiment d'infanterie étrangère de Nice, lieutenant général, chevalier de l'ordre royal et militaire de Saint-Louis, seigneur de Bouqueval, Thiessonville et autres lieux, est mort en 1726 au château[3].
- Jean-Joseph Sue (1760-1830), médecin et chirurgien français de l'époque napoléonienne, a acheté sous l'Empire le château de Bouqueval pour en faire sa maison de campagne. Ce château était déjà disparu en 1899[3].
- Son fils, le romancier Eugène Sue, y situe la ferme de son roman Les Mystères de Paris.

### Héraldique
| Blason de Bouqueval | Blason  | Parti : au 1) coupé au I d'azur à la fleur de lis d'or, au II de gueules à l'agneau pascal contourné d'argent, au 2) d'or au bouc cabré de sable. |
| Blason de Bouqueval | Détails | Le statut officiel du blason reste à déterminer.                                                                                                  |